# Cyril Dean Darlington
Cyril Dean Darlington (* 19. Dezember 1903 in Chorley (Lancashire); † 26. März 1981 in Oxford) war ein englischer Botaniker und Genetiker. Er entdeckte das Crossover der Chromosomen und erkannte dessen Bedeutung für die Evolution. Sein offizielles botanisches Autorenkürzel lautet „C.D.Darl.“.

## Leben und Wirken
Darlington war der Sohn eines Lehrers. Mit acht Jahren zog die Familie nach London, wo er die St. Paul’s School besuchte. Da er als Farmer nach Australien auswandern wollte, besuchte er das South Eastern Agricultural College (später Wye College) in Wye (Kent). Dort begann er sich für Genetik zu interessieren und las The physical basis of heredity von Thomas Hunt Morgan. 1923 erhielt er einen Abschluss an der Universität London. Er bewarb sich erfolglos um ein Stipendium am damaligen Zentrum der Genetikforschung in Großbritannien, dem John Innes Centre (damals John Innes Horticultural Institution in Merton unter William Bateson), konnte dort aber als unbezahlter Techniker arbeiten. Bateson hatte damals gerade seinen langen Widerstand gegen Chromosomen als Träger der Erbinformation aufgegeben und den Zytologen Frank Newton angestellt, der Darlington in seine Forschung einbezog. Darlington konnte seine erste wissenschaftliche Arbeit veröffentlichen über Tetraploidie der Sauerkirsche und erhielt eine feste Anstellung. Bald darauf starben Bateson und Newton und Darlington kam unter den Einfluss von J. B. S. Haldane, der neu am John Innes Centre war und mit dem er sich eng befreundete. 1929 unternahm Darlington eine Studienreise in den Nahen Osten mit dem Botaniker John Macqueen Cowan. 1932 veröffentlichte er sein Buch Recent Advances in Cytology, das seine Reputation begründete und große Aufmerksamkeit fand, da es zeigte, dass die Evolution noch ganz andere Mechanismen auf dem Niveau der Chromosomen als Mutation und Deletion einzelner Gene bereitstellte. Innes hatte das Crossing-Over und anderes Verhalten der Chromosomen bei der Meiose unter dem Mikroskop beobachtet. 1937 wurde er am John Innes Centre Leiter der Abteilung Zytologie und 1939 Direktor des John Innes Centre. 1953 bis 1971 war er Sherardian Professor für Botanik an der Oxford University und Direktor des dortigen botanischen Gartens.
Darlington verfasste bedeutende Schriften zur Zytologie, Genetik und Evolution, in denen er die Bedeutung der Chromosomen für die Evolution und das Zusammenspiel von Mutation und Selektion untersuchte. Er veröffentlichte auch zu allgemeinen Fragen der Genetik und Gesellschaft, Pädagogik und Geschichte der Genetik.
Mitglied „Fellow“ der Royal Society, die ihm 1946 die Royal Medal verlieh. 1951 wurde er auswärtiges Mitglied der Accademia Nazionale dei Lincei in Rom. 1972 erhielt Darlington die Mendel Medal der Genetics Society. 1947 gründete er mit Ronald Fisher die Zeitschrift Heredity (ein Anlass war, dass Haldane, der Herausgeber des Journal of Genetics, der kommunistischen Partei beigetreten war).

## Werke
- Recent Advances in Cytology, London: Churchill, Philadelphia: Blakiston, 1932, 2. Auflage 1937 ohne The evolution of genetic systems, 3. Auflage 1965 als Anhang zu Cytology
- Chromosomes and Plant Breeding, Macmillan 1932
- The Evolution of genetic systems, 2. Nachdruck, Cambridge UP 1946 (die erste Auflage war Teil von Recent Advances of Cytology), 2. Auflage 1958
- mit L. F. La Cour: The handling of chromosomes, London: Allen and Unwin, 1942, 6. Auflage 1976 (deutsch Methoden der Chromosomenuntersuchung)
- mit E. K. Janaki Ammal: Chromosome atlas of cultivated plants, London: Allen and Unwin 1945
- The conflict of science and society, London: Watts 1948 (Nachdruck im Bulletin of Atomic Scientists)
- Herausgeber: The fruit, the seed and the soil, Second collected edition of John Innes leaflets, Edinburgh: Oliver and Boyd 1949
- mit Kenneth Mather: The elements of genetics, London: Allen and Unwin 1949, Reprint 1969
- mit Kenneth Mather: Genes, plants, and people (Collected Essays from Nature etc., 1929–1949), 1950
- The facts of life, London: Allen and Unwin 1953 (deutsch Die Gesetze des Lebens, Brockhaus 1959), 2. Auflage als Genetics and Man, 1969
- The place of botany in the life of a university, Oxford UP 1954
- Chromosome Botany, London: Allen and Unwin 1956 (mit Anhang von E. B. Ford), 2. Auflage 1963 als Chromosome Botany and the Origin of Cultivated Plants, 3. Auflage 1973 (deutsch Chromosomen-Botanik, Thieme 1957)
- mit A. P. Wylie: The chromosome atlas of flowering plants, London: Allen and Unwin, 1956
- Darwin's place in history, Oxford: Blackwell 1959
- mit A. D. Bradshaw (Hrsg.): Teaching Genetics, Edinburgh, Oliver and Boyd, 2. Auflage 1966
- The evolution of man and society, London: Allen and Unwin 1970 (deutsche Ausgabe bei Econ)
- The little universe of man, Allen and Unwin 1978